# Maud Adams
Maud Adams, nom amb què és coneguda Maud Solveig Christina Wikström (Luleå, Suècia, 12 de febrer de 1945), és una actriu i model sueca coneguda per haver participat en tres films de la saga de 007.

## Biografia
Maud Solveig Christina Wikström va néixer a Luleå, Suècia, filla de Thyra, una inspector d'imposts del govern, i Gustav Wikström, un auditor. Anteriorment, havia volgut treballar com a intèrpret, ja que coneixia cinc idiomes.Va ser descoberta el 1963 en una botiga d'un fotògraf que va demanar fer una foto, una imatge que va presentar al concurs de "Miss Suècia", organitzat per la revista Allers; i a partir d'això va començar la seva carrera de model.
Adams es va traslladar a París i més tard a la ciutat de Nova York per treballar per Eileen Ford. En aquests moments fou una dels models més ben pagats i exposats del món. La seva carrera com a actriu va començar quan se li va demanar que aparegués a la pel·lícula de 1970 The Boys in the Band (Els nois de la banda) en la qual va interpretar una model de fotografia en els crèdits d'obertura. A la dècada de 1970, ella va ser protagonista de sèries de televisió nord-americanes com Hawaii Five-O i Kojak.
Adams va ser catapultada a la fama internacional com l'amant de Scaramanga a L'home de la pistola d'or amb Roger Moore i Christopher Lee, quan la seva actuació va ser acollida com "dura però encantadora". Després va participar en moltes altres pel·lícules, destacant una altra de la saga de James Bond, la pel·lícula Octopussy, de nou amb Roger Moore. Va participar encara en un tercer film de la saga, encara que fent com a extra a A View to a Kill.
També va ser la presidenta d'una empresa de cosmètics anomenada Scandinavian Biocosmetics.
El primer matrimoni d'Adams (1966-1975), amb el fotògraf Roy Adams, va acabar en divorci. Es va casar amb el seu actual marit, mediador privat i jutge jubilat, Charles Rubin, el 1999. Maud Adams no té fills.

## Filmografia

### Pel·lícules
- The Boys in the Band (1970) com a model
- The Christian Licorice Store (1971) com Cynthia
- Mahoney's Last Stand (1972) com Miriam
- U-Turn (1973) com Paula/Tracy
- The Man with the Golden Gun (1974) com Andrea Anders
- Rollerball (1975) com Ella
- Killer Force (1976) com Clare
- Merciless Man (1976) com Marta Mayer
- Laura o les ombres de l'estiu (1979) com Sarah
- Tattoo (1981) com Maddy
- Jugando con la muerte (1982) com Carmen
- Octopussy (1983) com Octopussy
- A View to a Kill (1985) com dona a la multitud de pescadors (sense credits)
- Hell Hunters (1986) com Amanda
- The Women's Club (1987) com Angie
- Jane and the Lost City (1987) com Lola Pagola
- Angel III: The Final Chapter (1988) com Nadine
- The Mysterious Death of Nina Chereau (1988) com Ariel Dubois
- Deadly Intent (1988) com Elise Marlowe
- Soda Cracker (1989) com Crystal Tarver
- Pasión de hombre (1989) com Susana
- The Favorite (1989) com Sineperver
- Initiation: Silent Night, Deadly Night 4 (1990) com Fima
- Ringer (1996) com Leslie Polokoff
- The Seekers (2008) com Ella Swanson

### Televisió
- Love, American Style (1971)
- Gäst hos Hagge (1975)
- Kojak (1977) (2 episodis) com Elenor Martinson
- Hawaii Five-O (1977) com Maria Noble
- Big Bob Johnson and His Fantastic Speed Circus (1978) com Vikki Lee Sanchez
- Starsky and Hutch (1978)... Kate Larrabee
- The Hostage Tower (1980) com Sabrina Carver
- Playing for Time (1980) com Mala
- Chicago Story (1982) com Dr. Judith Bergstrom
- Emerald Point N.A.S. (1983) com Maggie Farrell
- Nairobi Affair (1984) com Anne Malone
- Blacke's Magic (1986) com Andrea Starr
- Hotel (1986) com Kay Radcliff
- Mission: Impossible (1989) com Catherine Balzac
- A Perry Mason Mystery: The Case of the Wicked Wives (1993) com Shelly Talbot Morrison
- Kafé Luleå (1994) com Host
- Radioskugga (1995) TV-series com Sister Katarina (estrella convidada)
- Walker, Texas Ranger (1996) com Simone Deschamps
- Vita lögner (1998) (20 episodis) com Ellinor Malm
- That '70s Show (2000) com Holly (estrella convidada)

### Com a directora
- Kafé Luleå (1994) (TV series)

### Com ella mateixa
- Women Who Rate a 10 (1981)
- Battle of the Network Stars XI (1981)
- Så ska det låta (1997) (episodi de TV)
- The James Bond Story (1999)
- The Men Behind the Mayhem: The Special Effects of James Bond (2000)
- Inside 'The Man with the Golden Gun' (2000)
- Inside 'Octopussy'  (2000)
- Inside 'A View to a Kill'  (2000)
- Bond Girls are Forever (2002) (TV)
- Premiere Bond: Die Another Day (2002)
- James Bond: A BAFTA Tribute (2002)